# Gustav Hokamp
Gustav Hokamp (* 27. Juli 1897 in Oetinghausen; † nach 1933) war ein deutscher Journalist und Politiker (NSDAP).
Hokamp besuchte die Volksschule Oetinghausen, Realschule Herford und die Oberrealschule Bielefeld. 1914 bis 1918 leistete er Kriegsdienst. Danach studierte er Rechts- und Staatswissenschaften und Tierheilkunde. Im Juni 1924 erfolgte die Approbation und im Juli 1924 die Promotion zum Dr. med. vet. Ab Oktober 1924 war er Mitarbeiter und ab April 1925 verantwortlicher Schriftleiter der Wirtschaftszeitung „Der Weltmarkt“. Ab Januar 1926 war er 1. Syndikus und Geschäftsführer des Nordwestdeutschen Handwerkerbundes in Hannover und Hauptschriftleiter der Deutschen Allgemeinen Handwerkszeitung und geschäftsführendes Vorstandsmitglied des Deutschen Junghandwerkerbundes.
Von April bis zum 10. Juli 1933 war er Mitglied im Preußischen Staatsrat für die Provinz Hannover. Außerdem war er Regierungsbeauftragter für den gemeinnützigen Wohnungsbau.

## Belege
1. ↑  Jubiläumsfestschrift zum 125jährigen Bestehen der Wohnungsgenossenschaft eG Göttingen, S. 31

| Personendaten    | Personendaten                              |
| ---------------- | ------------------------------------------ |
| NAME             | Hokamp, Gustav                             |
| KURZBESCHREIBUNG | deutscher Journalist und Politiker (NSDAP) |
| GEBURTSDATUM     | 27. Juli 1897                              |
| GEBURTSORT       | Oetinghausen                               |
| STERBEDATUM      | nach 1933                                  |